# Parafia Najświętszego Serca Pana Jezusa w Lubinie
Parafia Najświętszego Serca Pana Jezusa w Lubinie – rzymskokatolicka parafia znajdująca się w centrum Lubina, należąca do diecezji legnickiej. Pracują w niej salezjanie. Przy parafii funkcjonuje oratorium im. św. Dominika Savio, Bursa dla młodzieży męskiej oraz Salezjańskie Liceum Ogólnokształcące im. św. Jana Bosko.

## Proboszczowie niemieccy
- od 1928 do marca 1945 – ks. Rust (zm. III 1945 w Nowogrodźcu, zamordowany przez NKWD)
- od 2 maja 1945 do 1946 – ks. Otto Möbius

## Proboszczowie polscy
- od lutego 1946 – o. Julian Białek OFM
- od 1947 – o. Łukasiewicz OSA
- od 1949 – ks. Andrzej Świda SDB (ur. 23 III 1905 w Prużanach woj. poleskie – zm. 19 II 1995 w Warszawie)[1]
- od 1954 – ks. Erwin Ramik SDB (ur. 23 IV 1912 w Karwinie – zm. 22 VIII 1989 w Cieszynie)[1]
- od 1957 – ks. Karol Bratek SDB (ur. 12 X 1912 we Włosienicy/k. Oświęcimia – zm. 22 VI 1959 w Lubinie)[1]
- od 1959 – ks. Julian Ciesek SDB
- od 1965 – ks. Władysław Dec SDB (ur. 26 I 1907 w Daszawie – zm. 12 XI 1999 w Przemyślu)
- od 1967 – ks. Józef Orszulik SDB (ur. 17 IV 1913 w m. Bzie Zameckie – zm. 4 XI 2002 w Kopcu)
- od 1972 – ks. Jan Sikora SDB (ur. 8 IV 1929 w Morawinie – zm. 12 V 1991 w Gdyni)
- od 1976 – ks. Bolesław Zych SDB (ur. 1 I 1930 w Kajmowie – zm. 28 I 1988 w Chocianowie)
- od 1982 – ks. Kazimierz Witkowski SDB (zm. 19 XI 2022 w Poznaniu)
- od 1988 – ks. Henryk Maternia SDB (zm. 6 VI 2022 w Środzie Śląskiej)
- od 1994 – ks. Józef Stasiak SDB (ur. 12 XI 1942 w Łękach/k. Trzemeśni – zm. 28 VII 1997 w Lubinie)
- od 1997 – ks. Tadeusz Poprawa SDB (ur. 19 IV 1957)
- od 2007 – ks. Jacek Falkowski SDB (zm. 11 VI 2019 we Wrocławiu)
- od 2011 – ks. Ludwik Graf SDB

Obecnie
- od 2020 – ks. Janusz Kamiński SDB[2]